# Lorient
Lorient (Bretão: An Oriant) é uma comuna francesa na região administrativa da Bretanha, no departamento Morbihan. Estende-se por uma área de 17,48 km². Em 2010 a comuna tinha 58 543 habitantes (densidade: 3 349,1 hab./km²).

## História

### Idade do Bronze e Antiguidade
Os registos mais antigos de povoações na região datam de aproximadamente 3000 A.C, comprovadas pelas estruturas megalíticas presentes na área.
Foram também encontradas ruínas de estradas romanas(que ligam as válvulas para Quimper e Port Louis em Carhaix) que confirmam a presença posterior de civilizações gálico-romanas.

### Criação e primeiros desenvolvimentos da cidade
A aldeia medieval de Blavet tomou o nome de Port-Louis quando uma cidadela foi construída no local sob Luís XIII , rei da França.
Em 1664, Jean-Baptiste Colbert fundou a Companhia das Índias Orientais da França. Em junho de 1666, um decreto de Luís XIV concedeu terras de Port-Louis à companhia, junto com Faouédic do outro lado da enseada. Um de seus diretores, Denis Langlois, comprou terras na confluência dos rios Scorff e Blavet e construiu rampas. 
Inicialmente, servia apenas como subsidiária de Port-Louis, onde escritórios e armazéns estavam localizados. Nos anos seguintes, a operação foi quase abandonada, mas em 1675, durante a guerra franco-holandesa, a companhia francesa das Índias Orientais desmantelou sua base em Le Havre.Já que estava exposto demais durante a guerra e transferiu suas infraestruturas para l'Enclot, de onde o Lorient cresceu. A empresa então ergueu uma capela, oficinas, forjas e escritórios, deixando Port-Louis permanentemente. 
Depois da França ter perdido suas posses na Índia , o comércio declinou. Luís XVI (reinou de 1774 a 1792) comprou o porto e estabeleceu ali um arsenal real.
A Marinha Real Francesa abriu uma base lá em 1690, sob o comando de Colbert de Seignelay, que herdou a posição de seu pai como Secretário de Estado da Marinha. Ao mesmo tempo, os corsários de Saint-Malo se abrigaram lá. Posteriormente, cidade foi nomeada L'Orient em referência aos países orientais com os quais comercializava.
Em 1700, a cidade cresceu a partir de l'Enclot seguindo uma lei forçando as pessoas a deixar o domínio para se mudarem para a charneca de Faouédic. Em 1702, havia cerca de 6.000 habitantes em Lorient, embora as atividades diminuíssem, e a cidade começasse a declinar.

### Desenvolvimentos sob a Companhia Perpétua da Índia
A cidade estava experienciando um novo período de crescimento quando John Law, de Lauriston, cria a Compagnie indienne des Indes , adquirindo várias outras empresas comerciais, e escolhe a Lorient como base para suas operações. Apesar do colapso do sistema de Direito em 1720 , a cidade está passando por uma nova fase de desenvolvimento 10 . Foi durante esse período que a cidade participou do comércio triangular e que 156 navios participaram entre 1720 e 1790 , deportando cerca de 43.000 escravos 11 . Em 1732 , a Companhia decide se transferir de Nantesna Lorient a sede de todas as suas vendas, e pediu ao arquiteto Jacques Gabriel para construir novos prédios de pedra para acomodar suas atividades, e embelezar o espaço do Enclos 10 . As vendas são feitas a partir de 1734 e são tratados até 25 milhões de libras em 12 torneios . O monopólio Company foi abolida, no entanto, juntamente com o último, em 1769 , sob a influência das Fisiocratas.
A cidade lucra com a prosperidade da Companhia, e uma conta 14.000 habitantes em 1738 , e 20.000 incluindo a população dos subúrbios de Kerentrech, Merville, La Perriere, Calvin e Keryado. Em 1735 , novas ruas foram incendiadas no Intramuros, e em 1738 a cidade adquiriu o status de comunidade da cidade. Começa o trabalho de enfeite, como a pavimentação das ruas, a construção de cais e cunhas à beira do fluxo de Faouédic, ou a demolição de casas substituídas por casas copiadas nos modelos do Enclos. Paredes foram erguidas em 1744 para fechar a cidade, e são postas em uso assim queSetembro de 1746 por um ataque inglês contra a cidade. O fim da Companhia das Índias perpétua, no entanto, leva à perda de cerca de um sétimo da população da cidade.
A cidade começou a sua conversão com a compra pelo rei de instalações da Companhia de 17,5 milhões de libras para instalar sua marinha. A guerra de independência americana trouxe para ele um aumento de atividade a partir de 1775 , e vários corsários usam a cidade como porto de origem. No final da guerra, várias rotas transatlânticas são abertos ao Estados Unidos , e, desde 1785 , uma nova empresa de vendas é criado, o Calonne Company, e mudou-se para Lorient.
A Revolução Francesa e as guerras contra a Inglaterra após pôr termo às actividades comerciais em Lorient por quase duas décadas. A cidade adquire graças ao seu apoio à Revolução o título de cidade principal do cantão em 1790 , da cidade principal do distrito e cidade principal do distrito marítimo em 1800 , uma corte de primeira instância no mesmo ano, bem como uma prisão em 1795.

#### Ocupação alemã na Segunda Guerra Mundial
Lorient foi ocupado pelos alemães durante a Segunda Guerra Mundial, e eles tinham construído uma base submarina entre 1941 e 1943.
Esta maior fortaleza militar da Europa foi posteriormente utilizada pela Marinha Francesa como quartel-general do esquadrão de submarinos do Atlântico até 1997, e hoje, este antigo forte é o lar de um museu interactivo que está aberto todo o ano, excepto em Janeiro. Sob o bombardeamento dos Aliados, 95% da antiga cidade de Lorient foi completamente destruída. A cidade foi reconstruída nos anos 50, mas ainda se pode ver e admirar algumas casas elegantes do século XVIII e muitas casas Art Déco e Art Nouveau construídas nos anos 30, miraculosamente poupadas dos bombardeamentos.

No centro de Lorient, também é possível encontrar um abrigo da Segunda Guerra Mundial, que é aberto ao público e foi escolhido como o local do memorial.